# Летопись занятий Археографической комиссии
«Ле́топись заня́тий Археографи́ческой коми́ссии» — научный исторический журнал, выпускавшийся Археографической комиссией в Санкт-Петербурге нерегулярно с 1861 по 1929 год.

## История
Журнал выходил в Санкт-Петербурге (а затем Петрограде и Ленинграде) в 1861—1929 году неопределенно, в виде выпусков. Всего было выпущено 35 выпусков.
Редакцией вышедших выпусков в разное время заведовали: А. Н. Пыпин (выпуски 1 и 2), П. И. Савваитов (выпуск 3), К. Н. Бестужев-Рюмин (выпуск 4), Е. Е. Замысловский (выпуски 5-8).
Исследования, публиковавшиеся в издании, носили преимущественно источниковедческий характер. В нём печатались извлечения из протоколов заседаний комиссии, материалы и исследования, посвященные древнерусским памятникам письменности, неопубликованные исторические документы, описания крупнейших архивов и библиография археографической литературы.
До настоящего времени «Летопись» сохраняет значение ценного собрания систематизированных и комментированных археографических материалов.
В журнале в разное время принимали участие многие крупные ученые: М. А. Веневитинов, Б. Д. Греков, М. Г. Курдюмов, Н. П. Павлов-Сильванский, М. Н. Тихомиров, А. А. Шахматов и др.
Из наиболее крупных работ, опубликованных в журнале, можно указать на монографию А. А. Шахматова «Повесть временных лет», опубликованную в 29 томе за 1917 год.